# Mózes első könyve
Mózes első könyve vagy a Teremtés könyve, másként a Genezis (héberül: בראשית Berésít/Brésít, askenázi: Brejsisz; jiddis: בראשית Brejsesz) a Biblia, a keresztény Ószövetség, valamint a Tóra első könyve. Összeállítását az i. e. 6.-5. századra teszik.

## Neve, szerkezete, tartalma

### Elnevezése
A Kr. e. 3. században készült Septuaginta, az Ószövetség ógörög fordításának címe szintén a könyv tartalmára utal: Γένεσις - Geneszisz = teremtés, eredet, kezdet). Ezt az elnevezést vette át a Vulgata, a 4–5. századi latin bibliafordítás Genesis néven, majd a nemzeti fordítások is. Így a katolikus bibliakiadás a Teremtés könyve (Ter) nevet használja. A protestáns kiadásokban viszont Mózes első könyveként szerepel (1Móz).

### Szerkezete
A Genezis könyve a bibliai őstörténettel kezdődik, amely leírja a világ teremtését és az emberiség történetének kezdeteit (teremtés, bűnbeesés, vízözön, bábeli torony; 1-11. fejezet). Az üdvtörténetet magyarázó és megindokoló fejezet célja, hogy a pátriárkák és Izrael népének történetét beiktassák az emberiség történetébe. A Genezis további fejezetei (12-36.) Izrael ősatyáinak - Ábrahámnak, Izsáknak és Jákobnak -, azaz a pátriárkáknak történetét beszéli el. A könyvet a József-történet zárja (37-50), amelynek az is a célja, hogy a pátriárkai kort és Izrael egyiptomi tartózkodását összekapcsolja. A felsorolt egységek meghatározzák a könyv szerkezetét is.
- 1–11. fejezet: A világ őstörténete a teremtéstől a Bábel tornyáig (a nyelvek kialakulása)
  - 1. fejezet: A világ teremtése
  - 2. fejezet: Az ember teremtése
  - 3. fejezet: A bűnbeesés története
  - 4. fejezet: A bűn növekedése a történelemben
  - 5. fejezet: A vízözön előtti ősatyák nemzetségtáblája
  - 6–9. fejezet: A vízözön és Noé története
  - 10. fejezet: A népek táblája
  - 11,1–9: A bábeli torony és a nyelvek kialakulása
  - 11,10–32: A vízözön utáni ősatyák nemzetségtáblája
- 12–36. fejezet: Pátriárkák története
  - 12–25. fejezet: Ábrahám
  - 26 (27). fejezet: Izsák
  - (27) 28–36. fejezet: Jákob
- 37–50. fejezet: József története

### Tartalma

#### A bibliai őstörténet (1–11)

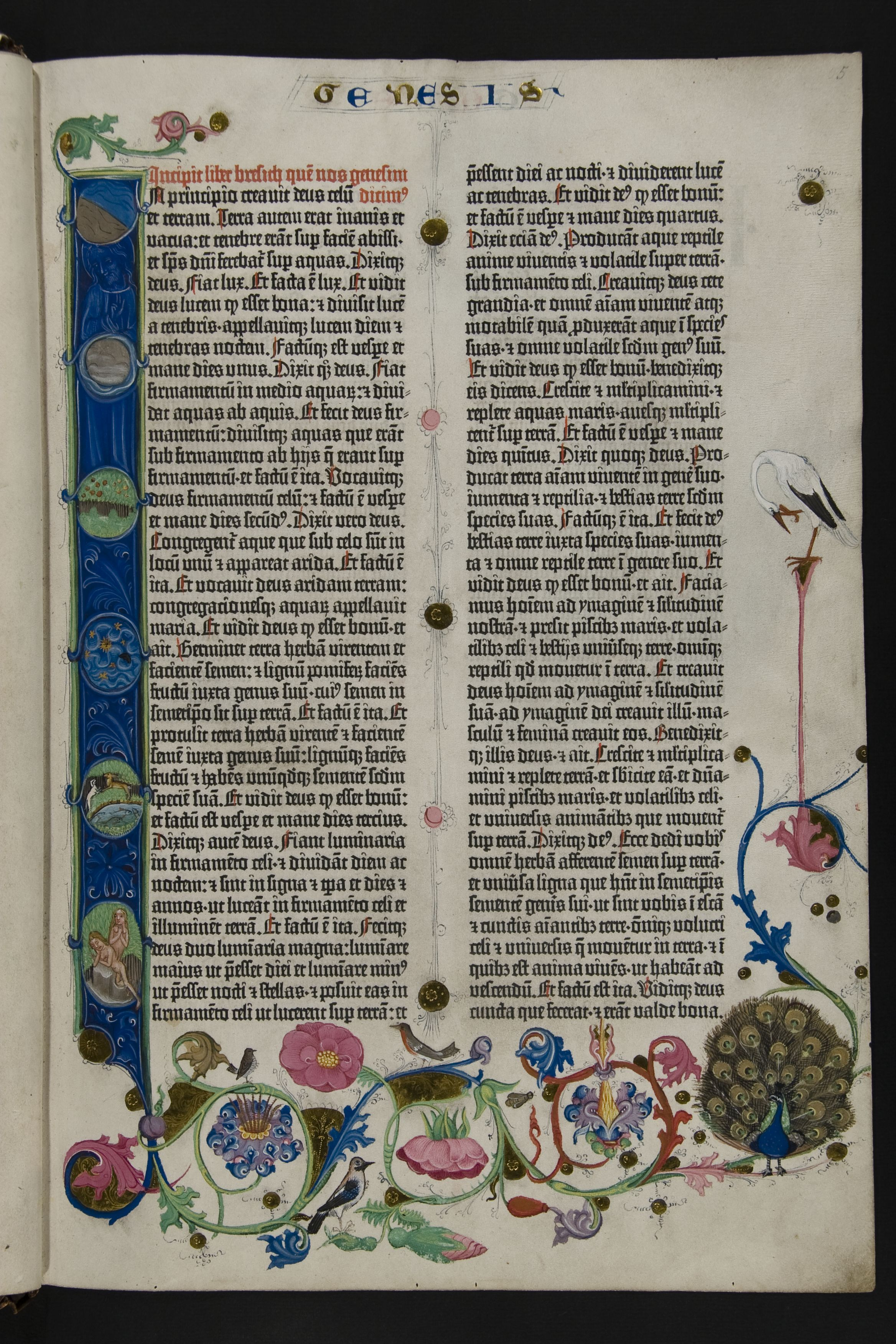
Johannes Gutenberg nyomtatott Bibliájának egy lapja. Mózes első könyve vagy a „Teremtés könyve”, másként a
„Genezis” első oldala. A göttingeni 42 soros Biblia azon kevés hiánytalanul megmaradt példány közé tartozik, amelyeket pergamenre nyomtatott Gutenberg 1450 és 1455 között Mainzban.

A Biblia első könyve két, egymásnak kicsit ellentmondó, korábbi elbeszélésekből megmaradt teremtéstörténettel kezdődik: Ter 1,1–2,4a és Ter 2,4b–2,25. Az elsőt egy feliratnak tekinthető kijelentés vezeti be: „Kezdetben teremtette Isten az eget és a földet”. Ezután a teremtéstörténet himnikus, emelkedett hangvételű stílusban hat napra osztva elbeszéli a világ teremtését, amely a bevezető ünnepélyes kijelentés – mindent Isten teremtett – részletezése, kibontása, ábrázolása. Ami a világban található, minden Isten alkotása. A teremtés eseményeit a hetedik nap megszentelése zárja. Egyes nézetek alapján a teremtéstörténet elbeszélését a zsidó vallás hét napos kultuszához igazították.
| 1. nap: Világosság és sötétség                  | 4. nap: Az égitestek teremtése                      |
| 2. nap: Az alsó és a felső vizek szétválasztása | 5. nap: A vízi és az égi állatok teremtése          |
| 3. nap: A szárazföld; a növények teremtése      | 6. nap: A szárazföldi állatok és az ember teremtése |
| 7. nap: Az Úr megpihen                          |                                                     |

Az elbeszélés a teremtés előtti állapot, a semmi képszerű leírásával kezdődik. Isten az élőlények közül utolsóként az első emberpárt teremti meg, aki az egész teremtés középpontja, koronája és célja: Isten mindent értük teremtett. Isten a föld porából alkotja meg az embert, majd neki adja az egész Földet, hogy „azt őrizze és művelje” és hogy „betöltsék azt”.

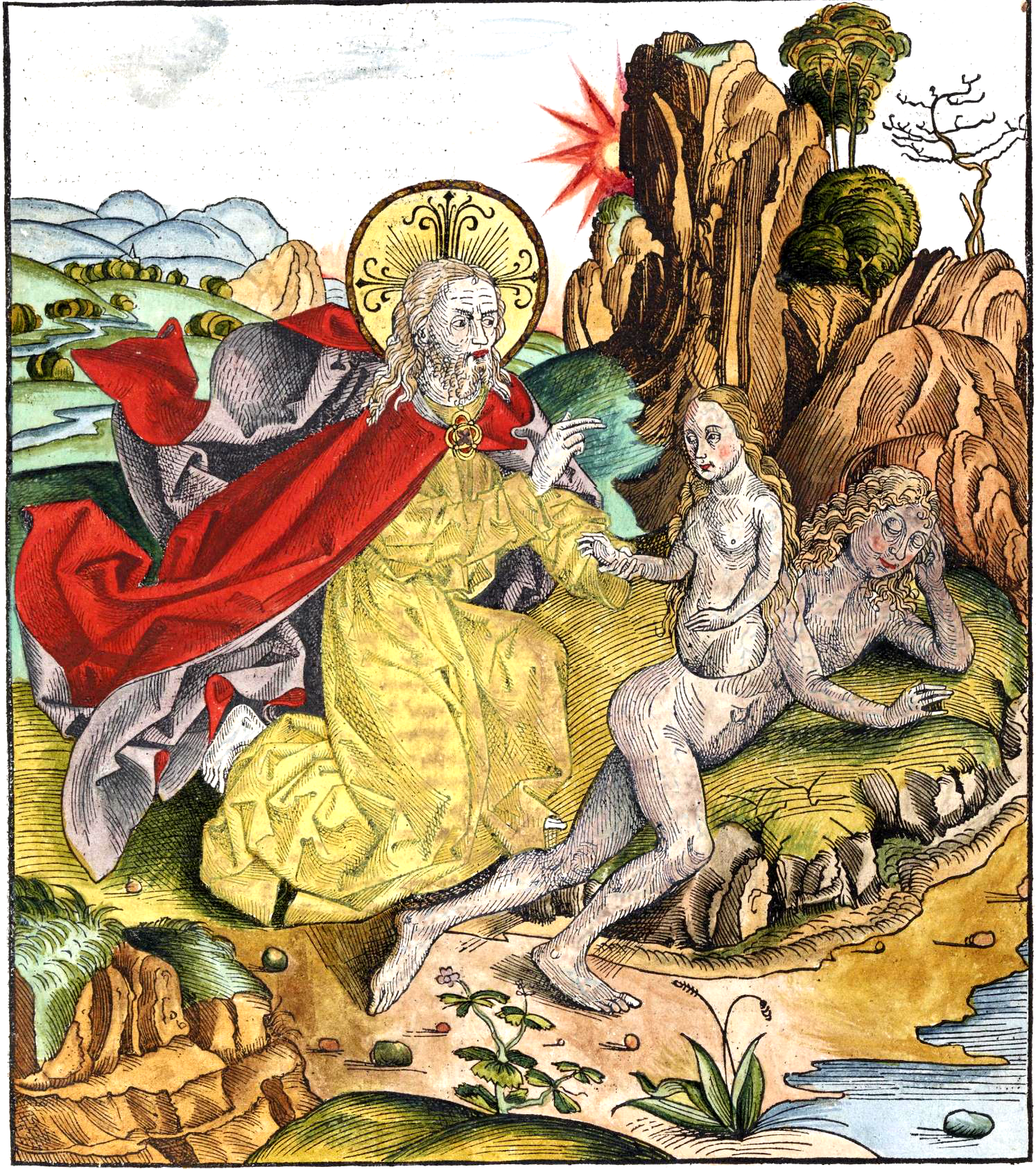
Illusztráció Hartmann Schedel Világkrónikájából (1493). Isten álmot bocsát Ádámra, oldalbordájából megteremti az asszonyt, és felismeri benne, hogy „Ez már csont a csontomból és hús a húsomból”, azaz hozzá hasonló, és egy a lényegük: ember

Az Istentől teremtett harmonikus állapot azonban felborul. Ezt meséli el a bűnbeesés története (Ter 3,1–24). Az ember egy külső erő, a kígyó indítására megszegi az isteni parancsot. Az asszony hallgat a kígyó szavára, eszik a tiltott fa gyümölcséből, majd késztetésére a férje is. Szemeik megnyílnak. Azonban a kígyó szavai hazugságnak bizonyulnak: az így szerzett tudás nem teszi őket Istennel egyenlővé, hanem az történik, hogy felismerik mezítelenségüket és gyengeségüket és kiszolgáltatottá válnak a külvilág és saját belső ösztöneik gyilkos erejének. Ezután Isten felelősségre vonja őket a kígyóval együtt. A bűn következményei beláthatatlanok. Az ember szembekerül Istennel, és a férfi és a nő között is megbomlik a harmónia. Szembekerülnek a természettel is: az asszony fájdalommal szüli gyermekeit, és a férfi uralkodni fog rajta. A férfi munkája gyötrelmes lesz, és eredménytelenségével kell számolnia, mert a Föld is átkozott lesz bűne miatt. Élete halállal végződik, visszatér a földbe, amiből lett. Isten azonban egy titokteljes ígéretet ad az ember számára: folytonos harc lesz az asszony és a kígyó, az asszony ivadéka és a kígyó ivadéka között, azaz a jó és a rossz közötti küzdelem végig fogja kísérni az ember egész történelmét, de ez a történet majd mégis üdvösséges véget fog érni, és végül a jó kerekedik felül. Az emberpárnak azonban most végleg el kell hagynia az Isten ajándékaként kapott édenkertet.
A következő eseménysor, a bűn növekedése a történelemben (4,1–16.17–24), szorosan kapcsolódik a bűnbeesés elbeszéléséhez: az élet kibontakozása a jó és a rossz irányba, amelynek első láncszeme Káin és Ábel története (4,1–16). A bűnbeesés után az emberi élet tovább megy, Évának gyermekei lesznek. Elsőszülötte Káin, aki földműves, majd újabb gyermeke születik, Ábel, aki pedig juhpásztor. Mindketten áldozatot mutatnak be Istennek terményeik zsengéjéből, de Káinban felébred a féltékenység. Isten Ábel áldozatát elfogadja, az övét nem. Nem tud uralkodni ellenséges indulatán és megöli testvérét. Isten számon kéri Ábel vérét Káintól, de őrködik a gyilkos élete felett is: Káint nem ölheti meg senki.
A bűn nem akadályozza meg az emberi kultúrtevékenység kibontakozását (4,17–24). A Káintól származó nemzedékek alatt felvirágzik a kultúra és civilizáció, kibontakoznak a művészetek, de megsokasodik a bosszú és a gyilkosság is.
Ádámtól Sét nevű gyermekén keresztül azonban a nemzedékek egy másik sora is ered, amelynek egyes tagjai Isten kiváló emberei lesznek (Hénok, Noé). Ezt a sort írja le a vízözön előtti ősatyák nemzetségtáblája (5.f.), amely áthidalja az emberiség vízözönig tartó őstörténetét. A nemzetségtábla végén áll Noé. Akinek neve az áldást idézi az Istentől megátkozott földön (5,29).
Ezt követi a vízözön leírása (6–8. fejezet). A leírás szerint a világ igen bűnössé vált és Isten elhatározza az emberiség elpusztítását a vízözön által. Noé azonban igaz ember volt, ezért Isten megmenti őt és családját a pusztulástól. 
A vízözön végén Isten ígéretet tesz, hogy a föld az ember minden rosszra való hajlandósága ellenére megőrzi az élet fenntartásához szükséges törvényeket, szövetséget köt Noén keresztül az emberiséggel, s ünnepélyesen megígéri, hogy nem lesz többé vízözön. Ennek a szövetségnek és ígéretnek jele a szivárvány (9,1–17), „Isten szögre akasztott íja”. Noé szőlőt termeszt s egyszer lerészegül a szőlőből csinált bortól , s a sátrában meztelenül fekszik részegségében. Legkisebb fia Kánaán ezt meglátja s elmondja bátyjainak akik a sátorba érve háttal letakarják apjukat egy pokróccal , hogy ne lássák férfiasságát. Másnap Noé a történteket megtudva megátkozza legifjabb fiát tettéért. Ebből magyarázza a Teremtéstörténet Hám ivadékainak alávetettségét.
Az őstörténetnek az utolsó része a népek története címen foglalható össze (9,18–11,32). A népek táblája (10,1–32) Noé három fiától származtatja az emberiséget.
A bábeli torony építésének elbeszélése (11,1–9) leírja az emberiség egységes összefogását egy égig érő torony építésére. A torony jelképe annak az emberi törekvésnek, hogy saját határait átlépve az eget, Isten világát is uralja: az emberiség összefog Isten ellen. Isten azonban összezavarja az építkezők nyelvét, és szétszórja őket a földön. 
- Mai brit kutatók arra jutottak, hogy Európa és Ázsia lakóinak ősei valóban egy közös nyelvet beszéltek – 15 ezer évvel ezelőtt.[2]

Ezután következik a vízözön utáni nemzetségtábla Sémtől Ábrahámig (11,10–32), ami átmenet az őstörténetből a pátriárkák történetébe. Ábrahám atyja, Terach, a káldeus Urból családjával együtt Háránba vándorol és ott telepedik meg.

#### A pátriárkák története (12–50)

##### Ábrahám története (12,1–25,11)
Ábrahám új kezdet az emberiség történetében. Isten most egyetlen személyt választ ki arra, hogy az ember örök boldogságának tervét végrehajtsa. Ábrahám isteni felszólítást követve feleségével, Sárával, és unokaöccsével, Lóttal, elhagyja hazáját, és Kánaán földjére, majd Egyiptomba vándorol. Isten megígéri, hogy az ő utódai nagy néppé lesznek, és általa áldásban részesül a föld minden nemzetsége (12. f.).
A nyájak szaporodása miatt szűk lesz a legelő, ezért Ábrahámnak és Lótnak el kell válnia. Elválásuk után Ábrahám az isteni ígéret újabb megerősítését kapja, majd Hebron mellett, Mamre terebintjénél telepedik le (13. f.).
Szodoma és másik négy város harcba száll Kedor-Lamoerrel, Elám királyával és szövetségeseivel, de vereséget szenvednek. Elviszik Szodoma és Gomora minden vagyonát, sőt Lótot is, aki Szodomában lakott. A hír hallatára Ábrahám 318 szolgájával üldözőbe veszi a győzteseket, megveri őket, és visszaszerzi az elrablott zsákmányt, kiszabadítva Lótot is a fogságból. A győztes Ábrahámot Melkizedek, Sálem királya, aki a „magasságbeli Isten papja”, áldással fogadja (14. f.).
A történtek után Jahve látomásban számtalan utódot ígér Ábrahámnak, amit a pátriárka hittel fogad, bár idős korára még nincs gyermeke (15. f.). Ábrahám felesége, Sára meddő, ezért szolgálóját, Hágárt, feleségül adja Ábrahámnak, hogy majd a születendő gyermeket adoptálja. A gyermeket váró Hágár lenézi Sárát, aki ezért sanyargatni kezdi őt. Emiatt Hágár megszökik, de Jahve angyala visszavezeti Ábrahámhoz. Itt megszüli gyermekét, akit Ábrahám Izmaelnek nevez (16. f.).
Jahve ismét megjelenik Ábrahámnak, és kijelenti, hogy szövetséget köt vele, újra nagyszámú utódot és Kánaán birtoklását ígéri a pátriárkának. A szövetség jele a körülmetélkedés, amelyet minden nemzedéken át meg kell őrizni (17. f.).
Három férfi jelenik meg – Jahve két angyalával – a Mamre terebintjénél táborozó Ábrahámnak, akiket Ábrahám megvendégel. A vendéglátás közben hangzik el az ígéret, hogy egy év múlva fia lesz Sárának. Az öregsége miatt hitetlenkedő Sárának Jahve megismétli az ígéretet, amely egy esztendő múltán fog beteljesedni (18. f.).
Ábrahám látogatói Szodoma felé távoznak, és útközben Isten feltárja tervét Ábrahámnak, hogy a bűnös Szodoma és Gomorra elpusztítására készül. Kérésére Isten kegyelmet ígér a városnak, ha legalább tíz igaz embert talál benne (18. f.). a Szodomába érkező angyalok Lótot feleségével és két leányával kimenekítik a városból, Isten pedig kén és tűzeső által elpusztítja Szodomát és Gomorrát. Lót felesége, aki az angyalok parancsa ellenére visszatekint, sóoszloppá változik, míg Lót két leányával a hegyek közé menekül s azok lerészegítik apjukat s hálnak vele. (19. f.).
Isten ígérete szerint megszületik Izsák, s ezután Sára kérésére Ábrahám elűzi Hágárt Izmaellel együtt. Isten azonban kinyilvánítja Hágárnak, hogy Izmael is nagy nép atyja lesz (21. f.). Isten próbatétel elé állítja Ábrahámot. Fiának, az ígéret gyermekének, Izsáknak a feláldozására szólítja fel őt. Ábrahám kész engedelmeskedni, Isten azonban csak Ábrahám hitét és engedelmességét akarja próbára tenni. Megújítja ígéretét, hogy Ábrahám utódai megsokasodnak, és általuk nyer áldást a föld minden népe (22. f.).
Sára meghal Hebronban (23. f.). Ábrahám elküldi szolgáját, Eliezert régi hazájába, hogy rokonai közül hozzon feleséget fia, Izsák számára. Eliezer elhozza Izsáknak feleségül Betuel lányát, Rebekkát, Lábán testvérét (24. f.). Ábrahám másik feleséget vesz, Keturát, akitől több gyermeke születik. 175 éves korában hal meg és Sára mellé temetik el (25,1-18).

##### Izsák és Jákob története (25,19–36,40; 38)
Rebekka meddő, ezért Izsák Istenhez imádkozik, aki teljesíti kérését, felesége fogan és ikreket szül. A fiatalabbik Jákob, Izrael népének ősatyja lesz. Az idősebb, az elsőszülött Ézsau, az edomiták ősatyja. Ézsau, aki vadász, egy alkalommal éhesen jön haza a mezőről, és az éppen ételt készítő öccsének, Jákobnak, egy tál ételért eladja elsőszülöttségi jogát (25. f.).
A kitört éhínség miatt Izsák lakóhelyet változtat. Gerárban, Abimelek kánaáni király városában tartózkodik, ahol Isten megígéri neki is utódainak megsokasodását és Kánaán földjének birtoklását. Izsák felesége, Rebekka, Abimelekhez kerül. Miután kiderül, hogy Rebekka Izsák felesége, a király biztosítja Rebekka érintetlenségét. Izsák pásztorai és a gerári pásztorok között állandó viszálykodás támad a Gerár és Beér-Seva közötti kutak birtoklásáért. A viszálynak Abimelek és Izsák szerződése vet véget (26. f.).
A megöregedett Izsák elsőszülöttségi áldásban akarja részesíteni Ézsaut. Amíg Ézsau távol van, Rebekka tanácsára Jákob Ézsau ruháiba öltözve beviszi Izsákhoz az elkészített ételt. Becsapva az idős embert, aki már nem lát, megszerzi az áldást. Ézsau bosszúja elől a szülők a mezopotámiai rokonokhoz, Lábánhoz, Rebekka testvéréhez küldik Jákobot (27,1–28,5).
A Mezopotámiába menekülő Jákob Bételben álmában egy égbe nyúló létrát látott, amelyen föl és le angyalok járnak. Felette áll Jahve, aki megújította az Ábrahámnak és Izsáknak tett ígéretét: Jákob utódai megsokasodnak, Kánaán földjének birtokosai lesznek, neki pedig oltalmat ígér vándorútján (28,10–22).
Jákob elérkezik Háránba nagybátyjához, Lábánhoz, akinek szolgálatába szegődik. Lábán fiatalabb leányáért, Ráchelért, akit megszeretett, hét évig szolgál. Lábán azonban csellel idősebbik leányát, Leát adja Jákobnak, aki Ráchelért újabb hét évet kénytelen szolgálni. Lea szolgálója Szilpa és Ráchel szolgálója Bilha, Jákob mellékfeleségei lesznek. A feleségek fiúgyermekei lesznek Izrael 12 törzsének ősatyjai: (29,1–30,24)
- Lea gyermekei: Rúben, Simeon, Lévi, Júda, Isszachár, Zebulon (és egy leány van említve: Dina).
- Szilpa fiai: Gád és Áser.
- Ráchel fiai: József és Benjámin.
- Bilha fiai: Dan és Naftáli .

A Lábánnál töltött évek után Jákob Isten felszólítására vissza akar térni Kánaánba. Szerződést köt Lábánnal, amelynek alapján megkapja szolgálatának bérét. Jákob cselt alkalmaz, és hatalmas vagyonhoz jut (30,25–43). Lábán és fiai azonban féltékenyek lesznek Jákobra, aki ezért titokban kénytelen feleségeivel, gyermekeivel és vagyonával elmenekülni. Lábán üldözőbe veszi Jákobot, de isteni intés figyelmezteti, hogy ne merjen Jákobnak ártani. Találkozásuk Gileád hegyénél ezért békés kimenetelű és szövetséget kötnek egymással (31,1–32,1).
Jákob Kánaán földjéhez érve félelmében követeket küld Ézsauhoz, ajándékokkal akarja bátyját kiengesztelni. Istenhez fordul támogatásért. A Jabbok folyó gázlójánál Jákob hajnalig tusakodik egy férfivel, aki megbénítja lábát. Jákob csak akkor engedi el, amikor megáldja őt, és ekkor kapja az Izrael nevet, amelynek jelentése: „Istennel viaskodó”. Jákob a küzdelemben erősnek mutatkozva biztosítékot kap, hogy Ézsau elől megmenekül. A viaskodás helyét Penuelnek nevezi, jelentése: „szemben az Istennel” (32. f.). Jákob találkozik Ézsauval, s a testvérek kiengesztelődnek egymással. Ézsau Szeirbe, Jákob pedig Szukkot felé vonul, majd Szichem környékén telepedik meg (33. f.). Szichem fejedelmének fia elrabolja Jákob leányát, Dinát, és erőszakot követ el ellene. Feleségül akarj venni Dinát, ezért Szichem fejedelme megegyezik Jákobbal, de Dina testvérei, Lévi és Simeon bosszút állnak Szichem lakóin. Tettük Jákob rosszallásával találkozik (34. f.).
Isten felszólítja Jákobot, hogy menjen Bételbe és építsen ott oltárt, ígérete szerint. Bételben oltárt épít, ahol Isten megjelenik, megújítja neki Ábrahámnak és Izsáknak tett ígéreteit. Elvonulnak Bételből. Efráta mellett Ráchel szülés közben meghal, s itt temetik el, a megszületett gyermeket Benjaminnak nevezik. Jákob elérkezik Izsákhoz Hebronba, aki 180 éves korában meghal (35. f.).

#### József (37. 39–50. f.).
Jákob Józsefet szereti a legjobban gyermekei közül. Kivételezik vele, József pedig beárulja testvéreinek hibáit, akik emiatt gyűlölik őt. József két álmot lát, amelyekből világosan kitűnik, hogy uralkodni fog testvérei felett, s ezt elmondja nekik, ezért még jobban meggyűlölik. Egy alkalommal Jákob leküldi Józsefet a nyájat legeltető testvéreihez. Bátyjai, akik most megfelelőnek látják az alkalmat öccsük elveszejtésére, először meg akarják ölni, de Ruben tanácsára elállnak a gyilkosságtól és egy üres ciszternába dobják. Ruben valódi szándéka az, hogy később kimenti öccsét. Végül úgy határoznak – Juda tanácsára, aki szintén kerülni akarja a gyilkosságot - , hogy az Egyiptomba haladó izmaelita (másik hagyomány szerint midiánita) kereskedőknek rabszolgának eladják. A később visszatérő Ruben már nem találja öccsét a ciszternában. Testvére, József köntösét állat vérébe mártva Jákobhoz küldik, s ezzel megtévesztik, hogy a fiút állat tépte szét.
A midiániták eladják Józsefet Potifárnak, a fáraó hivatalnokának (37. f.). Egyiptomban Józsefet mindenben Isten segítsége kíséri. Potifár háza élére kerül, aki megbízik benne, és vagyona kezelőjévé teszi. Potifár felesége el akarja őt csábítani, de József ellenáll, ezért az asszony álnokul csábítással vádolja, mire börtönbe kerül. Isten azonban itt is Józseffel van, s a börtönfelügyelő jóindulatába fogadja (39. f.). Nem sokkal ezután a fáraó börtönbe vetteti sütőmesterét és pohárnokát, ahol mindketten álmot látnak. József megfejti álmukat, amely szerint a sütőmestert kivégzik, a pohárnok pedig visszakerül méltóságába. Az események beigazolják József szavait (40. f.).
A fáraó egy alkalommal két álmot lát: a Nílus mellett hét kövér tehén legelészik, amelyeket a folyóból kijövő hét sovány tehén felfal. Ezután hét szép kalász nő, amelyeket hét száraz kalász elnyel. Álmát Egyiptom bölcsei nem tudják megfejteni. Előhozatják Józsefet a börtönből, aki megfejti a fáraó álmát: hét gazdag, termésben bő esztendő jön, amelyeket hét ínséges esztendő követ, ezért a hét bő esztendőben kellő mennyiségű gabonát kell elraktározni a szűkös évekre. A fáraó kitünteti Józsefet, Egyiptom élére állítja. József Egyiptomban megházasodik, és két fia születik: Manasszé és Efraim. A termékeny és ínséges esztendők bekövetkeznek, nemcsak Egyiptomban, hanem Kánaánban is, Egyiptom azonban nem szenved hiányt az előre begyűjtött gabona miatt (41. f.).
A Kánaánban kitört éhínség miatt Jákob Egyiptomba küldi tíz fiát gabonáért, csak Benjamint, József öccsét nem engedi. József felismeri testvéreit, ők azonban nem ismerik fel őt, és leborulnak előtte, mint a fáraó képviselője előtt. József álma beteljesedett. Mielőtt felfedné kilétét, előbb próbára teszi őket, kémkedéssel vádolja meg testvéreit és ennek megfelelően bánik velük. Amikor bátyjai elmondják, hogy egy közülük otthon maradt, József Simeont Egyiptomban tartja. A többiek hazamehetnek, de hozzák el otthon maradt legfiatalabb öccsüket és akkor elhiszi, hogy igaz emberek. A testvérek ennek hallatára egymás között tanakodva elismerik bűnösségüket József elveszítésében. Hazaérve elbeszélik Jákobnak a történteket, aki azonban nem hajlandó Benjámint velük elengedni (42. f.).
Az éhínség ismét Egyiptomba kényszeríti Jákob fiait gabonát vásárolni. Miután Juda személyes biztosítékot vállal, Jákob hajlandó velük elengedni Benjámint. Egyiptomba érve ismét Józseffel találkoznak, aki szabadon engedi Simeont, és testvéreivel közös lakomát rendez (43. f.). József még nem fedi fel kilétét, hanem még egyszer próbára teszi őket. Titokban Benjámin gabonás zsákjába rejti ezüst poharát, s amikor Jákob fiai eltávoznak, József visszahozatja és lopással vádolja őket: akinek a zsákjában az ezüst poharat megtalálják, rabszolga marad Egyiptomban. Mivel a pohár Benjáminnál volt, Juda könyörög Józsefhez atyjáért, akit Benjámin elvesztése sírba vinne, és magát ajánlja fel rabszolgának Benjámin helyett (44. f.). Ennek hallatára József felfedi kilétét. Nem vádolja testvéreit: Isten az ő bűnüket használta fel arra, hogy megmentse Jákob házanépét. Nem testvérei küldték, Isten vezette őt Egyiptomba. Jákobbal együtt idehívja őket, hogy ellátásukról gondoskodjon. József bőséges ajándékokkal Kánaánba küldi testvéreit atyjukért, aki kész Egyiptomba menni, hogy még egyszer lássa kedves fiát (45. f.).
Jákob Egyiptomba menet Beersebában áldozatot mutat be, Isten pedig látomásban segítségéről biztosítja. József atyja elé megy Gósenbe, majd a fáraó is fogadja Jákobot fiaival együtt. Az izraeliták Gósen földjén, Ramzesz vidékén telepednek le (46,1-47,12). A hosszú ínséges esztendők alatt, a gabona fejében József Egyiptom egész lakosságát a fáraó rabszolgájává teszi (47,13-26).
Halálához közeledvén, Jákob megesketi Józsefet, hogy halála után Kánaán földjén, atyái sírboltjában temeti el őt (47,27-31). Ezután Jákob adoptálja Manasszét és Efraimot, József két fiát, és megáldja őket (48. f.). Jákob összehívja fiait és rövid jövendölésekben szól az egyes izraelita törzsekről, akiket ott álló ősatyáik képviselnek, majd megáldja őket. Parancsot ad, hogy ősei sírjába temessék el, ha majd meghal (49. f.). Jákob fiai végrehajtják atyjuk temetésre vonatkozó utasításait. A temetés után József ismét jóakaratáról biztosítja a még mindig bosszútól tartó testvéreit. József 110 évig él. Megesketi Izrael fiait, hogy ha visszatérnek Kánaánba, magukkal viszik csontjait. A Genezis József halálával végződik (50. f.).

## Szerzősége, keletkezése
A könyv nem említ szerzőt. A zsidó és keresztény hagyományok szerint (a hagyományokat többek között Philón, Iosephus Flavius stb.) a Tóra többi részéhez hasonlóan teljes egészében Isten diktálta Mózesnek a Sínai-hegyen. Így a korai keresztény bibliamagyarázók is őt tekintették a teljes szöveg írójának.
Az újkorban azonban megkérdőjelezték a hagyományt és a mózesi szerzőséget.
A 19. század végétől a bibliatudósok között többnyire egyetértés van, miszerint Mózes első négy könyve (Genesis, Exodus, Léviták, Számok) eredetileg négy független dokumentum összeállításából jött létre, amiket úgy ismernek, mint a Jahvista forrás, az Elohista forrás, a Deuteronómista forrás és a Papi forrás. Az okmányok különböző időből és helyről valók és jóval későbbiek az állítólagos Mózesnél. A jahvista forrást nagyjából a Kr. e. 9. századtól foglalták írásba Júdeában, míg az elohista rész északon keletkezett az Izraeli Királyságban, még későbbi időben. Ezért alakulhattak ki kettős történetek, ismétlések és ellentmondások is. Egészen biztos, hogy Mózes könyveinek az írója is tudatában volt az ellentmondásoknak bizonyos részekben, mégsem szüntette meg azokat. Számára fontosabb volt, hogy a hagyományokat továbbadja, minthogy kiiktassa az így létrejött diszharmóniát. A korabeli gondolkodásmód szabályai alapján igyekezett a forrásait a lehető legnagyobb terjedelemben és változtatás nélkül írásába bevonni, mert az volt a véleménye, hogy egy forrás feltárhat valamit az egykori eseményből, ami a másikban épp hiányzik.